# Ludovico Gonzaga (vescovo di Mantova)

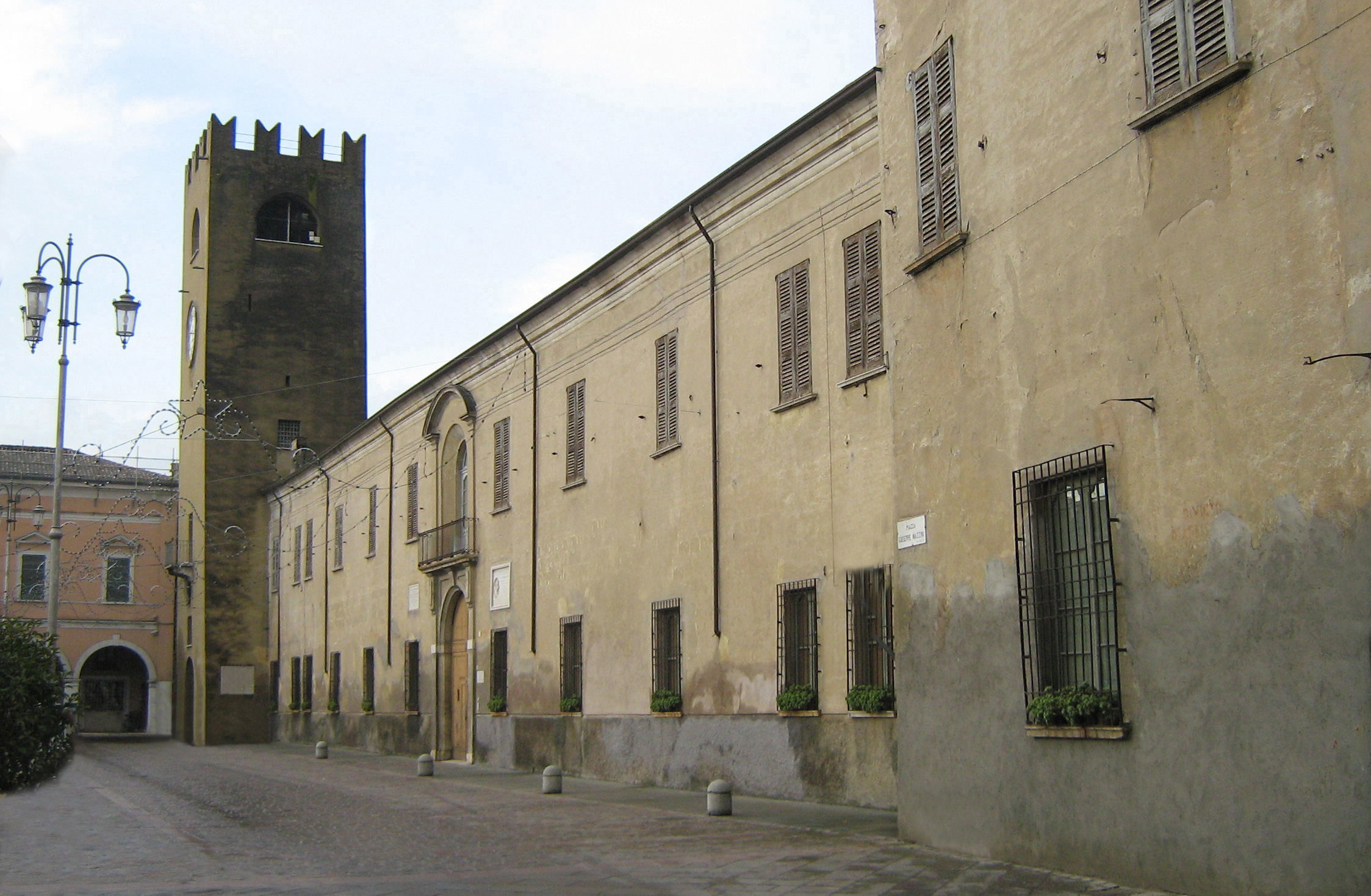
Castel Goffredo, Palazzo Gonzaga-Acerbi

Ludovico Gonzaga (Mantova, 21 agosto 1460 – Gazzuolo, 19 gennaio 1511) è stato un vescovo cattolico italiano, figlio di Ludovico II Gonzaga, marchese di Mantova e di Barbara di Brandeburgo.

## Biografia
Fu avviato giovanissimo alla carriera ecclesiastica e nel 1470 divenne protonotario apostolico. Nel 1471 fu nominato abate dell'abbazia di San Tommaso di Acquanegra. Nel 1477 intraprese gli studi giuridici presso l'Università di Bologna. Alla morte del padre nel 1478 ereditò, congiuntamente al fratello Rodolfo e con patto di reciproca successione in caso di mancanza di prole maschile, le terre di Luzzara, Ostiano, Castel Goffredo, Castiglione, Redondesco e Solferino.
Nel 1479 i due fratelli fecero una divisione verticale della loro consignoria e a Ludovico toccarono Castel Goffredo, Ostiano e Redondesco. Restava evidentemente non derogabile il patto di mutua successione.

### A Castel Goffredo
A Castel Goffredo continuò l'opera intrapresa da Alessandro Gonzaga, riprendendo le opere difensive. Egli stipulò un importante documento per la storia di Castel Goffredo, dove pare si fosse fatto edificare una casa, la "Transazione" del 12 giugno 1480, con la quale il signore cedeva al Comune le fosse e i terragli di Castelvecchio con le relative pertinenze. Iniziò alcune opere di miglioramento del palazzo antistante la piazza, forse collegando tra loro i due edifici già esistenti.
Il 7 ottobre 1483 fu nominato vescovo eletto di Mantova succedendo al fratello, il cardinale Francesco. In questo periodo riuscì a sventare un complotto, ordito dagli altri fratelli Gianfrancesco e Rodolfo, atto ad avvelenare il fratello maggiore Federico, marchese di Mantova, per impossessarsi dello Stato.
Nel 1484 si adoperò affinché a Mantova sorgesse il Monte di Pietà e nello stesso anno fu inviato a Roma con l'intento di poter essere elevato al rango cardinalizio, ma il titolo non gli venne concesso. Fu l'occasione, però, per iniziare la collezione di importanti reperti archeologici. Fuggì da Roma colpita dalla peste e trovò rifugio a Bracciano, ospite degli Orsini.

### Alla corte di Gazzuolo
A causa di contrasti con la famiglia, preferì tenersi lontano dalla città soggiornando a Sabbioneta, Ostiano (dove stava ristrutturando una sua residenza) e Quingentole (tra il 1489 e il 1496) e creando dal 1501 una piccola corte a Gazzuolo presso il nipote Ludovico dove, non essendo stato consacrato e avendo lasciato i compiti spirituali a un vicario, si dedicò al mecenatismo artistico commissionando importanti opere agli artisti dell'epoca, tra questi, Pier Jacopo Alari Bonacolsi l'Antico. Nel castello di Gazzuolo fece realizzare il suo studiolo, alla stregua di altri importanti signori del Rinascimento ed ebbe numerosi ospiti tra i quali Girolamo Casio, Paride da Ceresara, Angelo Poliziano, Giovanni Sabadino degli Arienti, Battista Spagnoli, Niccolò da Correggio e Matteo Bandello, che di lui scrisse:
(Matteo Bandello, Novelle, I, VIII)
Rivaleggiò con la nipote Isabella d'Este e il padre Ercole I d'Este duca di Ferrara nella acquisizione di importanti opere d'arte, tra le quali un gruppo di vasi in pietra dura appartenuti a Lorenzo de' Medici.

### La morte
La sua morte, avvenuta alla corte di Gazzuolo il 19 gennaio 1511, venne accolta addirittura con irritazione da Isabella, che in una sua lettera si disse "addolorata" per non aver potuto partecipare al carnevale. Per testamento lasciò in eredità le sue terre al nipote Ludovico di Bozzolo, violando il patto di mutua successione col fratello Rodolfo, fissato, oltre trent'anni prima, in sede di spartizione dell'eredità paterna. Ludovico di Bozzolo si affrettò ad occupare manu militari Castel Goffredo, ma ne fu sloggiato pochi giorni dopo grazie anche alle truppe inviate dal marchese di Mantova, Francesco II. Si aprì quindi una lunga vertenza davanti alla corte imperiale, che si risolse solo nel 1513 e vide riconosciuti ai figli di Rodolfo, Aloisio e Gianfrancesco, rispettivamente i territori di Castel Goffredo e Ostiano. Fu nominato amministratore apostolico della vacante diocesi di Mantova Sigismondo Gonzaga.
Venne sepolto nel 1512 nella cattedrale di Mantova.

## Ascendenza
|                                |                           |                                    | Genitori                           |  |  | Nonni |  |  | Bisnonni            |  |  | Trisnonni           |  |
|                                |                           |                                    |                                    |  |  |       |  |  | Francesco I Gonzaga |  |  | Ludovico II Gonzaga |  |
|                                |                           |                                    |                                    |  |  |       |  |  | Francesco I Gonzaga |  |  | Ludovico II Gonzaga |  |
|                                |                           | Alda d'Este                        |                                    |  |  |       |  |  | Francesco I Gonzaga |  |  |                     |  |
| Gianfrancesco Gonzaga          |                           |                                    |                                    |  |  |       |  |  | Francesco I Gonzaga |  |  |                     |  |
|                                |                           | Margherita Malatesta               | Galeotto I Malatesta               |  |  |       |  |  |                     |  |  |                     |  |
|                                |                           | Margherita Malatesta               | Galeotto I Malatesta               |  |  |       |  |  |                     |  |  |                     |  |
|                                |                           | Margherita Malatesta               | Gentile da Varano                  |  |  |       |  |  |                     |  |  |                     |  |
| Ludovico II Gonzaga            |                           | Margherita Malatesta               |                                    |  |  |       |  |  |                     |  |  |                     |  |
|                                |                           | Malatesta IV Malatesta             | Pandolfo II Malatesta              |  |  |       |  |  |                     |  |  |                     |  |
|                                |                           | Malatesta IV Malatesta             | Pandolfo II Malatesta              |  |  |       |  |  |                     |  |  |                     |  |
|                                |                           | Malatesta IV Malatesta             | Paola Orsini                       |  |  |       |  |  |                     |  |  |                     |  |
| Paola Malatesta                |                           | Malatesta IV Malatesta             |                                    |  |  |       |  |  |                     |  |  |                     |  |
|                                |                           | Elisabetta da Varano               | Rodolfo II Da Varano               |  |  |       |  |  |                     |  |  |                     |  |
|                                |                           | Elisabetta da Varano               | Rodolfo II Da Varano               |  |  |       |  |  |                     |  |  |                     |  |
|                                |                           | Elisabetta da Varano               | Camilla Chiavelli                  |  |  |       |  |  |                     |  |  |                     |  |
| Ludovico Gonzaga               |                           | Elisabetta da Varano               |                                    |  |  |       |  |  |                     |  |  |                     |  |
|                                | Federico I di Brandeburgo | Federico V di Norimberga           |                                    |  |  |       |  |  |                     |  |  |                     |  |
|                                | Federico I di Brandeburgo | Federico V di Norimberga           |                                    |  |  |       |  |  |                     |  |  |                     |  |
|                                | Federico I di Brandeburgo | Elisabetta di Meißen               |                                    |  |  |       |  |  |                     |  |  |                     |  |
| Giovanni l'Alchimista          | Federico I di Brandeburgo |                                    |                                    |  |  |       |  |  |                     |  |  |                     |  |
|                                |                           | Elisabetta di Baviera-Landshut     | Federico di Baviera-Landshut       |  |  |       |  |  |                     |  |  |                     |  |
|                                |                           | Elisabetta di Baviera-Landshut     | Federico di Baviera-Landshut       |  |  |       |  |  |                     |  |  |                     |  |
|                                |                           | Elisabetta di Baviera-Landshut     | Maddalena Visconti                 |  |  |       |  |  |                     |  |  |                     |  |
| Barbara di Brandeburgo         |                           | Elisabetta di Baviera-Landshut     |                                    |  |  |       |  |  |                     |  |  |                     |  |
|                                |                           | Rodolfo III di Sassonia-Wittenberg | Venceslao I di Sassonia-Wittenberg |  |  |       |  |  |                     |  |  |                     |  |
|                                |                           | Rodolfo III di Sassonia-Wittenberg | Venceslao I di Sassonia-Wittenberg |  |  |       |  |  |                     |  |  |                     |  |
|                                |                           | Rodolfo III di Sassonia-Wittenberg | Cecilia da Carrara                 |  |  |       |  |  |                     |  |  |                     |  |
| Barbara di Sassonia-Wittenberg |                           | Rodolfo III di Sassonia-Wittenberg |                                    |  |  |       |  |  |                     |  |  |                     |  |
|                                |                           | Barbara di Legnica                 | Rupert I di Legnica                |  |  |       |  |  |                     |  |  |                     |  |
|                                |                           | Barbara di Legnica                 | Rupert I di Legnica                |  |  |       |  |  |                     |  |  |                     |  |
|                                |                           | Barbara di Legnica                 | Edvige di Sagan                    |  |  |       |  |  |                     |  |  |                     |  |
|                                |                           | Barbara di Legnica                 |                                    |  |  |       |  |  |                     |  |  |                     |  |

## Stemma
| Immagine | Blasonatura |
| -------- | --- |
| \| \|    | Ludovico Gonzaga Vescovo di Mantova D'argento, alla croce patente di rosso accantonata da quattro aquile di nero dal volo abbassato; sul tutto, inquartato: nel primo e nel quarto di rosso al leone dalla coda doppia d'argento, armato e lampassato d'oro, coronato e collarinato dello stesso; nel secondo e nel terzo fasciato d'oro e di nero (Gonzaga di Mantova). Lo scudo, accollato a una croce astile patriarcale d'oro, posta in palo, è timbrato da un cappello con cordoni e nappe di verde. Le nappe, in numero di dodici, sono disposte sei per parte, in cinque ordini di 1, 2, 3. |
|          | |